# Deutsche Meisterschaft im Straßenrennen 1970 (Amateure)
Die Deutsche Meisterschaft im Straßenrennen der Amateure 1970 wurde am 5. Juli in Schweinfurt in Bayern ausgetragen. Die Strecke war 220 Kilometer lang. Sieger wurde Erwin Derlick.

## Rennverlauf
Gefahren wurde auf einem Rundkurs von 38 Kilometern Länge, auf dem ansonsten das traditionsreiche Moritz-Fischer-Gedächtnisrennen stattfand. Die Strecke führte von Schweinfurt über Hambach und Dittelbrunn zurück nach Schweinfurt. Im Finale war ein Stadtkurs in Schweinfurt zu absolvieren. Gemeldet hatten 126 Radrennfahrer aus Vereinen des Bundes Deutscher Radfahrer. Johannes Knab initiierte eine erste starke Spitzengruppe, die mehr als zwei Minuten Vorsprung erreichte. In der vierten Runde fuhren mehrere Fahrer zur Spitzengruppe auf. 20 Kilometer vor dem Ziel fuhren Erwin Derlick, Dieter Koslar und Horst Kämpfer einen Ausreißversuch und kamen gemeinsam ins Ziel, wo Derlick den Sprint gewann.

## Ergebnis
| Platz | Fahrer           | Verein           | Zeit (h)       |
| ----- | ---------------- | ---------------- | -------------- |
| 01.   | Erwin Derlick    | PSV Köln         | 5:17:45        |
| 02.   | Dieter Koslar    | PSV Köln         | gl. Zeit       |
| 03.   | Horst Kämpfer    | RC Adler Köln    | gl. Zeit       |
| 04.   | Gottfried Mayer  | RC Herpersdorf   | gl. Zeit       |
| 05.   | Ludwig Weiß      | RC Oberesslingen | + 3:05 Minuten |
| 06.   | Harald Sütterlin | RSV Freiburg     | gl. Zeit       |
| 0 …   |                  |                  |                |